# Heinrich Brockhaus
Pour les articles homonymes, voir Brockhaus.
Heinrich Brockhaus, né le 4 février 1804 à Amsterdam et mort le 15 novembre 1874 à Leipzig, est un libraire et éditeur saxon, fondateur de la Leipziger Allgemeine Zeitung qui devient ensuite la Norddeutsche Allgemeine Zeitung.

## Biographie
Heinrich Brockhaus est le fils de l'éditeur Friedrich Arnold Brockhaus. Il est élève, avec son frère Hermann, à la prestigieuse école de Carl Lang au château de Wackerbarth (de). Il ne poursuit pas d'études supérieures, mais manifeste très tôt un intérêt pour la littérature et l'art oratoire. Il entre en apprentissage chez son père à l'âge de quinze ans, sans entreprendre le traditionnel tour de compagnonnage de l'Allemagne. Il n'a que vingt ans lorsque son père meurt et qu'il doit donc diriger l'entreprise paternelle. Il la dirige d'abord avec son frère Friedrich, puis seul, et ensuite donne des responsabilités à son fils Eduard.
L'entreprise est gérée avec succès et il achète même en 1831 la maison d'édition J.F. Gledisch dont les racines remontent au XVIIe siècle. Il publie aussi bien des œuvres littéraires que des ouvrages savants. C'est en 1837 qu'il fait paraître la Leipziger Allgemeine Zeitung, de tendance bourgeoise libérale ; cette année-là, il rachète les parts de l'éditeur Martin Bossange. Plus tard elle est renommée en Norddeutsche Allgemeine Zeitung, avec des filiales à Paris et à Vienne. Brockhaus, qui est autodidacte, s'intéresse à tout. Il voyage à travers toute l'Europe, au Moyen-Orient, et en Afrique du Nord. Il en profite pour nouer des relations d'affaires. Il s'engage aussi à défendre les bases du droit d'auteur, nouvellement établies.
Brockhaus, d'un point de vue politique, est aussi membre pendant quelques années du parlement de la ville de Leipzig et du Landtag de Saxe. En mars-avril 1848, il fait partie de l'assemblée préparatoire au parlement de Francfort. Plus tard, il participe à la fondation du Deutscher Nationalverein.
Heinrich Brockhaus est "doublement" le beau-frère de Richard Wagner : son frère aîné, Friedrich Brockhaus, épouse en 1829 Luise Wagner, une sœur du compositeur, tandis que son frère cadet Hermann épouse en 1836 une autre sœur Wagner, Ottilie.
Il est nommé bourgeois d'honneur de Leipzig en 1872.

## Publication
- Heinrich Brockhaus, Tagebücher Italien, Spanien und Portugal 1834 bis 1872 (Journaux d'Italie, d'Espagne et du Portugal de 1834 à 1872), Filos, 2005